# Melo (araldica)
In araldica il melo simboleggia talora amore per essere dedicato a Venere. Spesso compare come arma parlante sia a partire dalla voce melo sia dalla voce pomo. Talora compare anche il solo frutto.

Melo sradicato e fruttato di otto con i rami passati in doppia decusse (stemma di Malé)
Melo fruttato d'oro nodrito sulla campagna di verde (Pomarolo)
D'oro, al melo di verde fruttato al naturale (Pommiers, Francia)
Di verde, a tre scaglioni d'oro, alla mela dello stesso in punta (Aigremont, Francia)